# نیژنیایا توپسا
نیژنیایا توپسا (به لاتین: Nizhnyaya Topsa) یک منطقهٔ مسکونی در روسیه است که در استان آرخانگلسک واقع شده‌است.